# Trachylepis planifrons
Trachylepis planifrons este o specie de șopârle din genul Trachylepis, familia Scincidae, descrisă de Peters 1878. Conform Catalogue of Life specia Trachylepis planifrons nu are subspecii cunoscute.